# Caccia alla volpe (film 1906)
Caccia alla volpe è un film del 1906 diretto da Giovanni Vitrotti.